# Hermann Sabath

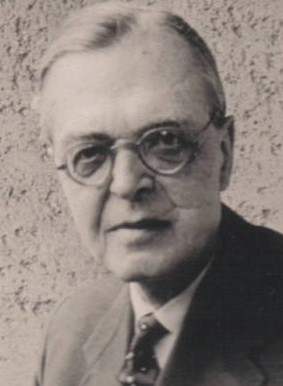
Hermann Sabath

Hermann Friedrich Sabath (* 3. Oktober 1888 in Köln; † 29. Mai 1968 in Bonn) war ein deutscher Ministerialbeamter.

## Leben
Sabath war ein Sohn des Gerichtsrates Hermann Gustav Friedrich Sabath (* 14. Dezember 1860 in Rheda; † 1923 in Kray-Leithe). Er besuchte das Schalker Gymnasium Gelsenkirchen. Nach dem Abitur studierte er an der Universität Lausanne und der Ludwig-Maximilians-Universität München Rechtswissenschaft. Vom Wintersemester 1908/09 bis zum WS 1909/10 war er im Corps Transrhenania München aktiv. Am 10. Mai 1909 recipiert, zeichnete er sich zweimal als Senior und einmal als Fuchsmajor aus. Als Inaktiver wechselte er an die Westfälische Wilhelms-Universität Münster. Am Oberlandesgericht Hamm bestand er 1911 die juristische Staatsprüfung. Im Referendariat kam er an das Amtsgericht Wattenscheid. Ab dem 2. Oktober 1911 diente er als Einjährig-Freiwilliger im Cleveschen Feldartillerie-Regiment 43 (1. Westfälisches Feldartillerie-Regiment Nr. 7) in Wesel. Am 1. Juli 1912 wurde er zum Unteroffizier der Reserve und zum Offizieraspiranten ernannt. Seit 1913 Referendar am Landgericht Essen, wurde er für den Dienst bei den Kolonialbehörden beurlaubt. 1913/14 war er Referendar an den Bezirksgerichten in Moshi und Tanga (Tansania) sowie am Obergericht Daressalam in Deutsch-Ostafrika.

### Erster Weltkrieg
Bei Ausbruch des Ersten Weltkrieges trat er am 16. August 1914 in die Schutztruppe für Deutsch-Ostafrika. In den ersten Kriegstagen war er Adjutant des Gouverneurs Heinrich Schnee. Als Offizierstellvertreter führte er vom 22. August 1914 bis zum 30. September 1915 die Artillerieabteilung „Daressalam“ und von Oktober 1915 bis zum 26. Februar 1916 die Artillerieabteilung „Urundi“. Vom April 1916 bis zum 19. April 1917 war er Beobachter bei der Batterie „Hauptmann Köhl“. Vom 20. April 1917 bis zum 13. Mai 1918 führte er die 2. Gebirgsschützen-Batterie. Die Einheit wurde aufgelöst, als das letzte Geschütz wegen Munitionsverbrauches gesprengt wurde. Vom 14. Mai bis zum 25. August 1918 führte Sabath schließlich einen Zug der 17. Feldkompanie. Anschließend war er bis zum Waffenstillstand von Compiègne (1918) Führer der 13. Feldkompanie. Er wurde dreimal verwundet und erhielt das Eiserne Kreuz beider Klassen sowie das Hamburger und das Bremer Hanseatenkreuz. Mit Offizierspatent vom 15. August 1914 wurde er am 17. Mai 1919 zum Leutnant der Reserve bei seinem Clever Regiment befördert. Am 2. September 1919 aus der Schutztruppe ausgeschieden, erhielt er am 27. Januar 1921 den Charakter eines Oberleutnants.

### Ministerialbeamter (1919–1945)

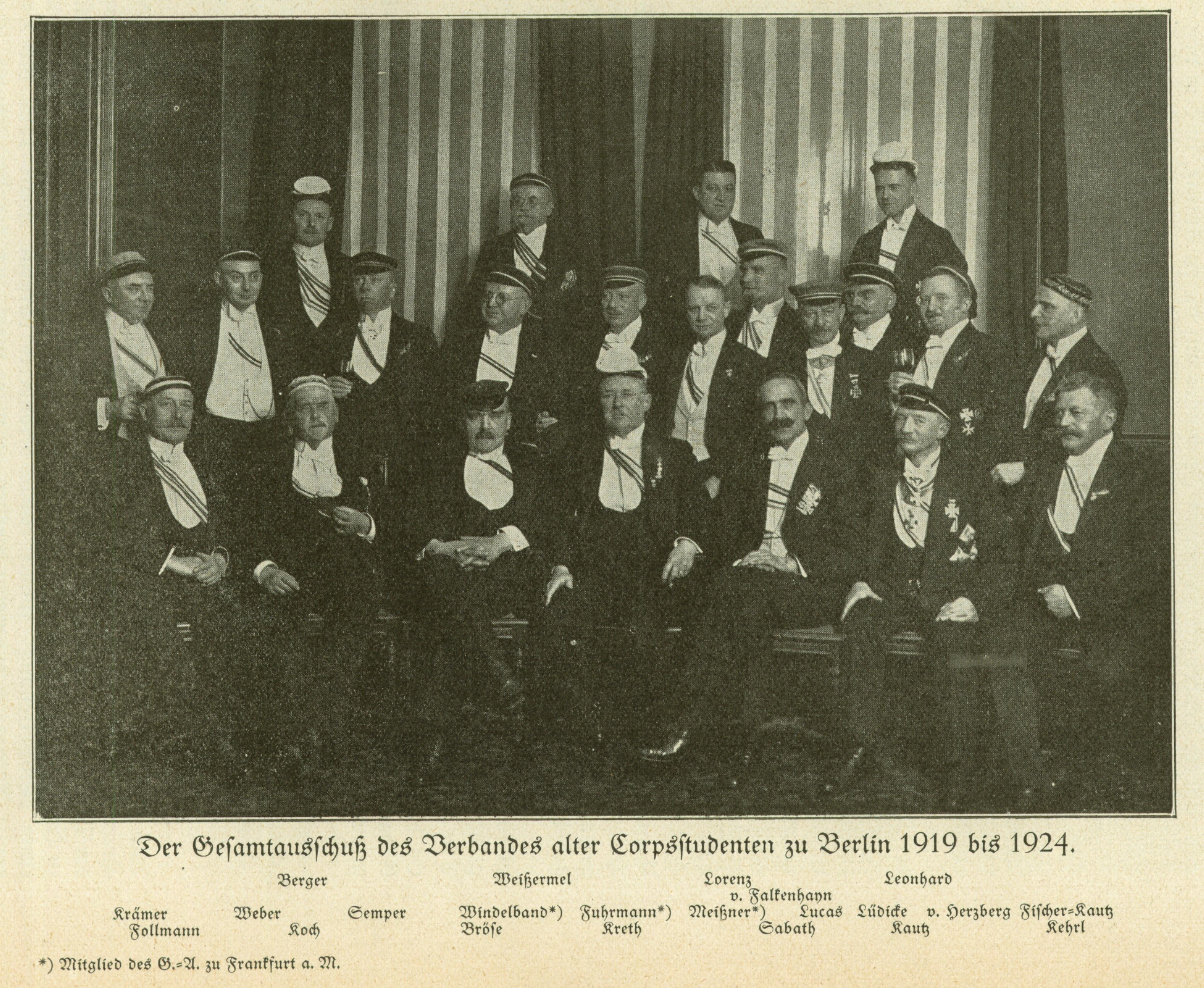
Sabath im Gesamtausschuss des VAC

In der Weimarer Republik saß Sabath von 1919 bis 1924 im Gesamtausschuss des VAC. 1920 wurde er als Regierungsassessor in die Reichskanzlei berufen. Zwei Jahre später kam er an das  Reichsfinanzministerium, wo er zum Regierungsrat (1922) und zum Oberregierungsrat (1925) befördert wurde. Ab 1927 war er persönlicher Referent des Vizekanzlers und Reichsjustizministers Oskar Hergt. Nach dessen Ausscheiden aus der Reichsregierung wechselte Sabath 1928 unter Entlassung aus dem Finanzdienst in das Büro des Reichssparkommissars. Nach dem Wahlsieg der Nationalsozialistischen Deutschen Arbeiterpartei bei der Reichstagswahl März 1933 wurde Sabath auf Vorschlag des Finanzministers Johann Ludwig Graf Schwerin von Krosigk als Ministerialrat und Büroleiter des Vizekanzlers Franz von Papen berufen. In der sogenannten Vizekanzlei oblag Sabath in erster Linie die verwaltungstechnische Leitung der Dienststelle. Papen charakterisierte seinen Büroleiter später in seinen Memoiren als einen Mann, der „alle guten Eigenschaften der [nach dem Ersten Weltkrieg] fast ausgestorbenen Berufsschicht der alten Beamten“ besessen habe. Da er sich nach Fritz Günther von Tschirschky „aus jeder politischen Tätigkeit heraushielt“, kam Sabath mit dem konservativen Edgar-Jung-Kreis nur lose in Kontakt. 1934 wechselte er als Vortragender Legationsrat und Gruppenleiter ins Auswärtige Amt. Im selben Jahr schlug er mit Hermann Emil Kuenzer, Friedrich Landfried, Ulrich Kersten und anderen einflussreichen Corpsstudenten Max Blunck als Führer des KSCV vor. Um 1936 übernahm er die Leitung des Referats „Wirtschaft und Finanzen“ der Handels- bzw. Wirtschaftspolitischen Abteilung vom Auswärtigen Amt. Dort blieb er bis zum Ende des Zweiten Weltkrieges. Am 1. März 1938 wurde er zum Hauptmann der Reserve beim Artillerie-Regiment 22 (22. Infanterie-Division (Wehrmacht)) ernannt. Seit dem 1. Januar 1940 war er Mitglied der NSDAP. 1945 wurde er von den Amerikanern in Automatischen Arrest genommen. Anschließend in den Rechnungshof des Vereinigten Wirtschaftsgebiets berufen, war er zwischen 1947 und 1949 Zeuge in den Spruchkammerverfahren gegen seinen ehemaligen Chef v. Papen. 1949 wurde er als Ministerialrat in den Bundesrechnungshof übernommen, bei dem er 1952 Leiter des Bonner Büros wurde.  Das Kabinett Adenauer I ernannte ihn 1952 zum Kommissar des (Bonner) Auswärtigen Amts für Kolonialgesellschaften. Am 1. Januar 1957 trat er beim Bundesrechnungshof in den Ruhestand. Er starb nach langer schwerer Krankheit im Alter von 79 Jahren. Beerdigt ist er auf dem Südfriedhof (Bonn).

## Ehrungen
- Eisernes Kreuz II. und I. Klasse
- Hanseatenkreuz (Hamburg und Bremen)
- Verwundetenabzeichen in Silber
- Kolonialabzeichen
- Kriegsverdienstkreuz (1939) II. und I. Klasse
- Imperialer Orden vom Joch und den Pfeilen, Großoffizierskreuz
- Komturkreuz des Ordens Stern von Afrika (Liberia)
- Verdienstorden der Bundesrepublik Deutschland, Bundesverdienstkreuz 1. Klasse

## Nachlass
Sabaths Nachlass lagert heute in der Koblenzer Zweigstelle des Bundesarchivs. Er besitzt den Umfang eines halben Regalmeters und beinhaltet Materialien aus den Jahren 1910 bis 1963. Es handelt sich um persönliche Papiere, Korrespondenzen (u. a. aus Sabaths Zeit in der Reichskanzlei 1921), Unterlagen zum Spruchkammerverfahren gegen v. Papen und Dokumente zur Geschichte der deutschen Kolonien mit Unterlagen zu den Arbeiten von Ludwig Boell.

## Schriften
- Das Abkommen vom 3. April 1925 über die Englische Reparationsabgabe, 1926.